# Montes (municipalité)
Pour les articles homonymes, voir Montes.
Montes est l'une des quinze municipalités de l'État de Sucre au Venezuela. Son chef-lieu est Cumanacoa. En 2011, la population s'élève à 53 889 habitants.

## Géographie

### Subdivisions
La municipalité est divisée en 6 paroisses civiles avec, chacune à sa tête, une capitale (entre parenthèses) :
- Arenas (Arenas) ;
- Aricagua (Aricagua) ;
- Cocollar (Las Piedras) ;
- Cumanacoa (Cumanacoa) ;
- San Fernando (Villarroel) ;
- San Lorenzo (San Lorenzo).